# 고연천
고연천(古蓮川)은 울산광역시 울주군 웅촌면 고연리의 고연저수지에서 발원하여 대체로 북동류하다가 회야강의 지류인 곡천천으로 흘러드는 하천이다.